# Fenton Penworthy
Fenton Penworthy est un personnage de bande dessinée de l'univers des canards de Disney. 
C'est un canard qui aurait recopié le manuscrit qui a été la base du manuel des castors juniors. Ce manuscrit contient les quintessences de la Bibliothèque d'Alexandrie. Fenton Penworthy est aussi le dernier survivant de Fort Donaldville avec Cornélius Ecoutum (Cornélius Coot en anglais). Fenton Penworthy est l'avant-dernier gardien de la bibliothèque perdue.